# John Donaldson
John Dalgleish Donaldson (født 5. september 1941 i Port Seton, Skotland) er far til Dronning Mary af Danmark.
I begyndelsen af 1960erne udvandrede hans forældre og to yngre brødre til Tasmanien, hvor faderen var skibskaptajn i et stort handelsselskab. To fjerne slægtninge blev livstids-pairs: Baron Donaldson of Kingsbridge og Baron Donaldson of Lymington.
Efter at John Donaldson 1963 i Edinburgh var færdig med sine universitetsstudier i matematik og fysik, blev han den 31. august 1963 gift med kronprinsesse Marys mor, Henrietta Clark Donaldson (født 12. maj 1942), og de emigrerede til Australien i november samme år. Parret fik fire børn: Jane Alison, Patricia Anne, John Stuart og Mary Elizabeth. Henrietta Clark Donaldson døde den 20. november 1997.
I tillæg til britisk statsborgerskab fik familien også australsk statsborgerskab i 1975.
Han udbyggede sin uddannelse med en ph.d.-grad fra University of Tasmania, hvor han siden 1967 har været ansat som professor, institutleder og dekan for det naturvidenskabelige fakultet, indtil han blev pensioneret i 2003. Efterfølgende har han været professor i anvendt matematik på det koreanske Advanced Institute of Science and Technology (KAIST).
Den 5. september 2001 blev han gift med Susan Moody (født Horwood, 1940). Hun er forfatter og skriver under navnene Susan Moody, Susannah James og Susan Madison.
Dr. Donaldson har tidligere været gæsteprofessor i anvendt matematik ved flere universiteter og gymnasier, bl.a. fra 2004 ved Aarhus Universitet, fra 2006 ved Københavns Universitet og senest fra 2013 også ved det sjællandske gymnasium Sorø Akademi.
I juli 2006 blev Donaldson "vind-ambassadør" med det formål at støtte vindkraft for den danske vindmølleindustri.
Professor Donaldson har Storkorset af Dannebrogordenen.